# Canton de Forcalquier
Le canton de Forcalquier est une circonscription électorale française située dans le département des Alpes-de-Haute-Provence et la région Provence-Alpes-Côte d'Azur.
À la suite du redécoupage cantonal de 2014, les limites territoriales du canton sont remaniées. Le nombre de communes du canton passe de 10 à 15.

## Histoire

### Résultats des élections

#### 1979
|                                           | Parti  | Nom                           | Premier tour | Premier tour | Premier tour | Second tour | Second tour | Second tour |
| Voix                                      | Parti  | Nom                           | %            | %            | Voix         | %           | %           |             |
| Voix                                      | Parti  | Nom                           | Exprimés     | Inscrits     | Voix         | Exprimés    | Inscrits    |             |
| ----------------------------------------- | ------ | ----------------------------- | ------------ | ------------ | ------------ | ----------- | ----------- | ----------- |
|                                           | RPR    | Pierre Delmar                 | 1 547        | 35,99 %      | %            | 2 138       | 48,98 %     | 35,99 %     |
|                                           | PS     | Claude Delorme, sortant réélu | 1 528        | 35,55 %      | %            | 2 227       | 51,02 %     | 37,49 %     |
|                                           | PCF    | Daniel Gay                    | 942          | 21,92 %      | %            |             |             |             |
|                                           | Modéré | Marc Giraud                   | 281          | 6,54 %       | %            |             |             |             |
|                                           |        | Total exprimés                | 4 298        | -            | %            | 4 365       | -           | 73,48 %     |
| Total votants : exprimés + blancs ou nuls |        | -                             | %            | 4 620        | -            | 77,78 %     |             |             |
| Total inscrits : votants + abstentions    |        | -                             | 100,00 %     | 5 940        | -            | 100,00 %    |             |             |

#### 1983
|                                           | Parti  | Nom                | Premier tour | Premier tour | Premier tour |
| Voix                                      | Parti  | Nom                | %            | %            |              |
| Voix                                      | Parti  | Nom                | Exprimés     | Inscrits     |              |
| ----------------------------------------- | ------ | ------------------ | ------------ | ------------ | ------------ |
|                                           | Modéré | Pierre Delmar, élu | 2 391        | 51,55 %      | 34,34 %      |
|                                           | PS     | Pierre Aillaud     | 1 544        | 33,29 %      | 22,17 %      |
|                                           | PCF    | Michel Capelle     | 703          | 15,16 %      | 10,10 %      |
|                                           |        | Total exprimés     | 4 638        | -            | 66,61 %      |
| Total votants : exprimés + blancs ou nuls | 4 728  | -                  | 67,90 %      |              |              |
| Total inscrits : votants + abstentions    | 6 963  | -                  | 100,00 %     |              |              |

#### 1992
|                                           | Parti     | Nom                          | Premier tour | Premier tour | Premier tour | Second tour | Second tour | Second tour |
| Voix                                      | Parti     | Nom                          | %            | %            | Voix         | %           | %           |             |
| Voix                                      | Parti     | Nom                          | Exprimés     | Inscrits     | Voix         | Exprimés    | Inscrits    |             |
| ----------------------------------------- | --------- | ---------------------------- | ------------ | ------------ | ------------ | ----------- | ----------- | ----------- |
|                                           | RPR       | Pierre Delmar, sortant réélu | 2 308        | 37,96 %      | %            | 3 039       | 51.97 %     | 37,10 %     |
|                                           | PS        | Jean-Louis Bianco            | 1 684        | 27,70 %      | %            | 2 808       | 48,03 %     | 34,28 %     |
|                                           | PCF       | Yves Aiguier                 | 589          | 9,69 %       | %            |             |             |             |
|                                           | FN        | Christian Ollivier           | 584          | 9,61 %       | %            |             |             |             |
|                                           | Les Verts | Alex Robin                   | 491          | 8,08 %       | %            |             |             |             |
|                                           | DVG       | Georges Segond               | 301          | 4,95 %       | %            |             |             |             |
|                                           | RPR diss. | Michel Lacombe               | 123          | 2,02 %       | %            |             |             |             |
|                                           |           | Total exprimés               | 6 080        | -            | %            | 5 847       | -           | 71,37 %     |
| Total votants : exprimés + blancs ou nuls | 6 165     | -                            | %            | 6 165        | -            | 75,25 %     |             |             |
| Total inscrits : votants + abstentions    |           | -                            | 100,00 %     | 8 192        | -            | 100,00 %    |             |             |

#### 2004
|                                           | Parti     | Nom                            | Premier tour | Premier tour | Premier tour | Second tour | Second tour | Second tour |
| Voix                                      | Parti     | Nom                            | %            | %            | Voix         | %           | %           |             |
| Voix                                      | Parti     | Nom                            | Exprimés     | Inscrits     | Voix         | Exprimés    | Inscrits    |             |
| ----------------------------------------- | --------- | ------------------------------ | ------------ | ------------ | ------------ | ----------- | ----------- | ----------- |
|                                           | DVG       | Jacques Echalon, sortant réélu | 2 370        | 37,65 %      | 25,17 %      | 3 992       | 63,96 %     | 42,49 %     |
|                                           | UMP       | Jean-Claude Bauza              | 1 346        | 21,38 %      | 14,29 %      | 2 249       | 36,04 %     | 23,94 %     |
|                                           | FN        | Michèle Scotto                 | 871          | 13,84 %      | 9,25 %       |             |             |             |
|                                           | Les Verts | Patricia Starek                | 645          | 10,25 %      | 6,85 %       |             |             |             |
|                                           | PCF       | Gilles Lemaire                 | 606          | 9,63 %       | 6,44 %       |             |             |             |
|                                           | DVG       | Serge Tisi                     | 457          | 7,26 %       | 4,85 %       |             |             |             |
|                                           |           | Total exprimés                 | 6 295        | -            | 66,85 %      | 6 241       | -           | 66,42 %     |
| Total votants : exprimés + blancs ou nuls | 6 557     | -                              | 69,64 %      | 6 713        | -            | 71,45 %     |             |             |
| Total inscrits : votants + abstentions    | 9 416     | -                              | 100,00 %     | 9 396        | -            | 100,00 %    |             |             |

#### 2011
|                                           | Parti  | Nom                            | Premier tour | Premier tour | Premier tour | Second tour | Second tour | Second tour |
| Voix                                      | Parti  | Nom                            | %            | %            | Voix         | %           | %           |             |
| Voix                                      | Parti  | Nom                            | Exprimés     | Inscrits     | Voix         | Exprimés    | Inscrits    |             |
| ----------------------------------------- | ------ | ------------------------------ | ------------ | ------------ | ------------ | ----------- | ----------- | ----------- |
|                                           | DVG    | Jacques Echalon, sortant réélu | 1 470        | 28,82 %      | 14,31 %      | 2 574       | 63,24 %     | 25,07 %     |
|                                           | PS     | Sylvie Mas                     | 959          | 18,80 %      | 9,34 %       | 1 496       | 36,76 %     | 14,57 %     |
|                                           | FN     | Virginie Regord                | 934          | 18,31 %      | 9,09 %       |             |             |             |
|                                           | UMP    | Bernadette Lefort              | 688          | 13,49 %      | 6,70 %       |             |             |             |
|                                           | EÉLV   | Marie-Noëlle Ley               | 649          | 12,72 %      | 6,32 %       |             |             |             |
|                                           | EXG    | Béatrice Jollivet              | 401          | 7,86 %       | 3,90 %       |             |             |             |
|                                           |        | Total exprimés                 | 5 101        | -            | 49,69 %      | 4 070       | -           | 39,64 %     |
| Total votants : exprimés + blancs ou nuls | 5 216  | -                              | 50,81 %      | 4 706        | -            | 45,84 %     |             |             |
| Total inscrits : votants + abstentions    | 10 266 | -                              | 100,00 %     | 10 267       | -            | 100,00 %    |             |             |

#### 2015
|                                           | Parti | Nom                                        | Premier tour | Premier tour | Premier tour | Second tour | Second tour | Second tour |
| Voix                                      | Parti | Nom                                        | %            | %            | Voix         | %           | %           |             |
| Voix                                      | Parti | Nom                                        | Exprimés     | Inscrits     | Voix         | Exprimés    | Inscrits    |             |
| ----------------------------------------- | ----- | ------------------------------------------ | ------------ | ------------ | ------------ | ----------- | ----------- | ----------- |
|                                           | PS    | Sophie Balasse, élue Khaled Benferhat, élu | 1621         | 36,83 %      | 19,24 %      | 2 321       | 51,11 %     | 27,56 %     |
|                                           | UMP   | Patricia Paul David Gehant                 | 1780         | 40,45 %      | 21,13 %      | 2 220       | 48,89 %     | 26,36 %     |
|                                           | FG    | Catherine Berthonneche Léo Walter          | 1000         | 22,72 %      | 11,87 %      |             |             |             |
|                                           |       | Total exprimés                             | 4 401        | 89,87 %      | 52,26 %      | 4 541       | 89,85 %     | 53,93 %     |
| Total votants : exprimés + blancs ou nuls | 4 897 | -                                          | 58,15 %      | 5 054        | -            | 60,02 %     |             |             |
| Total inscrits : votants + abstentions    | 8 422 | -                                          | 100,00 %     | 8 420        | -            | 100,00 %    |             |             |

## Géographie
Ce canton est organisé autour de Forcalquier dans l'arrondissement de Forcalquier. Son altitude varie de 332 m (La Brillanne) à 1 825 m (Saint-Étienne-les-Orgues) pour une altitude moyenne de m.
| Nom de la commune        | Alt. mini (m) | Alt. maxi (m) |
| ------------------------ | ------------- | ------------- |
| La Brillanne             | 332           | 520           |
| Cruis                    | 575           | 1 732         |
| Fontienne                | 513           | 894           |
| Forcalquier              | 397           | 904           |
| Lardiers                 | 679           | 1 700         |
| Limans                   | 452           | 919           |
| Lurs                     | 340           | 621           |
| Mallefougasse-Augès      | 460           | 1 545         |
| Montlaux                 | 492           | 807           |
| Niozelles                | 354           | 603           |
| Ongles                   | 517           | 1 320         |
| Pierrerue                | 379           | 621           |
| Revest-Saint-Martin      | 520           | 830           |
| Saint-Étienne-les-Orgues | 549           | 1 825         |
| Sigonce                  | 414           | 744           |

## Représentation

### Conseillers généraux de 1833 à 2015
| Période                                  | Période          | Identité                                    | Étiquette                   | Qualité |
| ---------------------------------------- | ---------------- | ------------------------------------------- | --------------------------- | --- |
| 1833                                     | 1840 (décès)     | Joseph Jean-Baptiste Decorio (1766-1840)    |                             | Propriétaire à Forcalquier |
| 1840                                     | 1842             | M. Arnaud                                   |                             | Président du Tribunal de Barcelonnette puis Procureur du Roi à Tarascon Président du Conseil Général |
| 1842                                     | 1848             | Mathieu Esmieu                              |                             | Maire de Forcalquier, conseiller d'arrondissement |
| 1848                                     | 1852             | Amédée Martin                               |                             | Juge au Tribunal civil de Forcalquier |
| 1852                                     | 1866             | Joseph Christophe Depieds (1790-1881)       |                             | Avocat, avoué, juge honoraire, maire de Forcalquier |
| 1866                                     | 1871             | Edouard Pascal (1819-1890)                  |                             | Médecin Maire de Forcalquier |
| 1871                                     | 1880             | Marie-Joseph, dit Marius Debout             | Républicain                 | Avocat, maire de Forcalquier (1871-1878) |
| 1880                                     | 1885 (démission) | Louis Désiré Dieulafait (1829-1886)         | Républicain                 | Professeur de géologie à la Faculté des Sciences de Marseille Conseiller municipal de Marseille |
| 1886                                     | 1892             | Camille Arnaud (1845-1931)                  | Républicain                 | Banquier, avocat, maire de Forcalquier |
| 1892                                     | 1904             | Martial Sicard                              | Républicain antiministériel | Maire de Forcalquier (1892-1923) |
| 1904                                     | 1910             | Louis Arnaud (1875-1956 - fils de C.Arnaud) | Rad.                        | Ingénieur agronome |
| 1910                                     | 1919             | Léon Heyriès                                | Rad.                        | Avoué et avocat à Forcalquier |
| 1919                                     | 1924 (décès)     | Frédéric Aillaud                            | SFIO                        | Agriculteur Maire de Villeneuve (1900-1924) Député (1924) |
| 1924                                     | 1940             | Paul Jaubert                                | SFIO                        | Entrepreneur à Forcalquier |
|                                          |                  |                                             |                             | |
| 1943                                     | 1945             | Pierre Bonnierbale                          | ?                           | Avocat, avoué Maire de Forcalquier (1923-1944) Nommé conseiller départemental en 1943 |
|                                          |                  |                                             |                             | |
| 1945                                     | 1949             | Paul Jaubert                                | SFIO                        | Maire de Forcalquier (1944-1947) |
| 1949                                     | 1983 (décès)     | Claude Delorme                              | SFIO puis PS                | Président de la Confédération Nationale des Étudiants Président du Conseil général (1959-1983) Maire de Forcalquier (1965-1983) Député (1962-1978)                                                                            |
| 1983                                     | 1998             | Pierre Delmar                               | RPR                         | Pharmacien Premier Vice-Président du Conseil Général Maire de Forcalquier (1983-1989 et 1995-2001) Député (1986-1988 et 1993-1997)                                                                                            |
| 1998                                     | 2015             | Jacques Echalon                             | DVG                         | Ancien sixième Vice-Président du Conseil Général Maire de Villeneuve (1995-2014) Président de la Communauté de Communes du Luberon oriental (2000-2013) 1er Vice-Président de la Durance-Luberon-Verdon Agglomération (2013-) |
| Les données manquantes sont à compléter. |                  |                                             |                             | |

### Conseillers d'arrondissement (de 1833 à 1940)
Le canton de Forcalquier avait deux conseillers d'arrondissement.
| Période                                  | Période          | Identité                            | Étiquette                | Qualité |
| ---------------------------------------- | ---------------- | ----------------------------------- | ------------------------ | --- |
| 1833                                     | 1839             | M. Chanut                           |                          | Avocat à Forcalquier                                                                                        |
| 1833                                     | 1842             | M. Reynier fils                     |                          | Maire de Villeneuve                                                                                         |
| 1839                                     | 1842             | Mathieu Esmieu                      |                          | Greffier de la justice de paix à Forcalquier                                                                |
| 1842                                     | 1848             | Joseph Christol Depieds (1790-1881) |                          | Avoué à Forcalquier                                                                                         |
| 1845                                     | 1848             | Magloire Granier (1794-1852)        |                          | Greffier du Tribunal de Forcalquier                                                                         |
|                                          |                  |                                     |                          | |
| 1877                                     | 1883             | Eugène Manuel                       | Républicain              | Adjoint au maire de Forcalquier, suppléant du juge de paix                                                  |
| 1877                                     |                  | M. Banon de Courtais                | Conservateur             | |
| 1883                                     | 1885 (démission) | M. Lardeyret                        | Républicain              | |
| 1889                                     |                  | M. Pellegrin                        | Républicain puis Rad.    | |
| 1892                                     | ?                | M. Barrière                         | Républicain              | |
|                                          |                  |                                     |                          | |
|                                          | 1913             | M. Pascal                           | Rad.                     | |
| 1913                                     | 1940             | Gaston Mollet (1879-1959)           | SFIO                     | Négociant à Saint-Michel                                                                                    |
| 1913                                     |                  | Paul Gaubert                        | Républicain progressiste | Négociant à Forcalquier                                                                                     |
|                                          |                  |                                     |                          | |
| 1931                                     | 1937             | Louis Depieds                       | SFIO                     | Maire de Mane                                                                                               |
| 1937                                     | 1940             | Émile Aillaud                       | SFIO                     | Maire de Villeneuve                                                                                         |
| 1940                                     |                  |                                     |                          | Les conseils d'arrondissement ont été suspendus par la loi du 12 octobre 1940 et n'ont jamais été réactivés |
| Les données manquantes sont à compléter. |                  |                                     |                          | |

### Conseillers départementaux après 2015
| Période élective | Période élective | Mandat | Mandat   | Identité         | Nuance | Nuance | Qualité                                                   |
| ---------------- | ---------------- | ------ | -------- | ---------------- | ------ | ------ | --------------------------------------------------------- |
| 2015             | 2021             | 2015   | 2021     | Sophie Balasse   |        | LREM   | Adjointe au maire de Forcalquier (2014-2020)              |
| 2015             | 2021             | 2015   | 2021     | Khaled Benferhat |        | DVG    | Maire de Saint-Étienne-les-Orgues (2014-2020)             |
| 2021             | 2028             | 2021   | en cours | Michel Dalmasso  |        | LR     | Cadre, 3ème Vice-Président du conseil départemental       |
| 2021             | 2028             | 2021   | en cours | Patricia Paul    |        | LR     | Commerçante Maire de Saint-Étienne-les-Orgues depuis 2020 |

#### Élections de mars 2015
À l'issue du premier tour des élections départementales de 2015, deux binômes sont en ballottage : David Gehant et Patricia Paul (Union de la Droite, 40,45 %) et Sophie Balasse et Khaled Benferhat (PS, 36,83 %). Le taux de participation est de 58,15 % (4 897 votants sur 8 422 inscrits) contre 55,34 % au niveau départemental et 50,17 % au niveau national.
Au second tour, Sophie Balasse et Khaled Benferhat (PS) sont élus avec 51,11 % des suffrages exprimés et un taux de participation de 60,02 % (2 321 voix pour 5 054 votants et 8 420 inscrits).
Sophie Balasse et Khaled Benferhat (DVG) sont membres du groupe LREM et apparentés.

#### Élections de juin 2021
Le premier tour des élections départementales de 2021 est marqué par un très faible taux de participation (33,26 % au niveau national). Dans le canton de Forcalquier, ce taux de participation est de 48,62 % (4 346 votants sur 8 938 inscrits) contre 40,72 % au niveau départemental. À l'issue de ce premier tour, deux binômes sont en ballottage : Michel Dalmasso et Patricia Paul (LR, 40,9 %) et Geoffroy Gonzalez et Brigitte Reynaud (DVG, 33,59 %).
Le second tour des élections est marqué une nouvelle fois par une abstention massive équivalente au premier tour. Les taux de participation sont de 34,3 % au niveau national, 42,59 % dans le département et 53,14 % dans le canton de Forcalquier. Michel Dalmasso et Patricia Paul (LR) sont élus avec 52,33 % des suffrages exprimés (2 340 voix pour 4 749 votants et 8 936 inscrits),,.

## Composition

### Composition avant 2015
Le canton de Forcalquier regroupait dix communes.
| Nom                         | Code Insee | Codepostal | Superficie (km2) | Population (dernière pop. légale) | Densité (hab./km2) |
| --------------------------- | ---------- | ---------- | ---------------- | --------------------------------- | ------------------ |
| Forcalquier (chef-lieu)     | 04088      | 04300      | 42,76            | 4 775 (2012)                      | 112                |
| Dauphin                     | 04068      | 04300      | 9,71             | 806 (2012)                        | 83                 |
| Limans                      | 04104      | 04300      | 20,97            | 329 (2012)                        | 16                 |
| Mane                        | 04111      | 04300      | 22,00            | 1 386 (2012)                      | 63                 |
| Niozelles                   | 04138      | 04300      | 10,47            | 272 (2012)                        | 26                 |
| Pierrerue                   | 04151      | 04300      | 10,86            | 521 (2012)                        | 48                 |
| Saint-Maime                 | 04188      | 04300      | 7,51             | 812 (2012)                        | 108                |
| Saint-Michel-l'Observatoire | 04192      | 04870      | 27,78            | 1 196 (2012)                      | 43                 |
| Sigonce                     | 04206      | 04300      | 19,97            | 399 (2012)                        | 20                 |
| Villeneuve                  | 04242      | 04180      | 25,55            | 3 713 (2012)                      | 145                |

### Composition depuis 2015
Le nouveau canton de Forcalquier regroupe quinze communes.
| Nom                                 | Code Insee | Intercommunalité                          | Superficie (km2) | Population (dernière pop. légale) | Densité (hab./km2) | Modifier                                    |
| ----------------------------------- | ---------- | ----------------------------------------- | ---------------- | --------------------------------- | ------------------ | ------------------------------------------- |
| Forcalquier (bureau centralisateur) | 04088      | CC Pays de Forcalquier - Montagne de Lure | 42,76            | 5 142 (2022)                      | 120                | modifier les données · modifier les données |
| La Brillanne                        | 04034      | CA Durance-Luberon-Verdon Agglomération   | 7,22             | 1 114 (2022)                      | 154                | modifier les données · modifier les données |
| Cruis                               | 04065      | CC Pays de Forcalquier - Montagne de Lure | 36,47            | 646 (2022)                        | 18                 | modifier les données · modifier les données |
| Fontienne                           | 04087      | CC Pays de Forcalquier - Montagne de Lure | 8,18             | 131 (2022)                        | 16                 | modifier les données · modifier les données |
| Lardiers                            | 04101      | CC Pays de Forcalquier - Montagne de Lure | 30,08            | 139 (2022)                        | 4,6                | modifier les données · modifier les données |
| Limans                              | 04104      | CC Pays de Forcalquier - Montagne de Lure | 20,97            | 387 (2022)                        | 18                 | modifier les données · modifier les données |
| Lurs                                | 04106      | CC Pays de Forcalquier - Montagne de Lure | 22,48            | 373 (2022)                        | 17                 | modifier les données · modifier les données |
| Mallefougasse-Augès                 | 04109      | CA Provence-Alpes Agglomération           | 19,71            | 325 (2022)                        | 16                 | modifier les données · modifier les données |
| Montlaux                            | 04130      | CC Pays de Forcalquier - Montagne de Lure | 19,75            | 211 (2022)                        | 11                 | modifier les données · modifier les données |
| Niozelles                           | 04138      | CC Pays de Forcalquier - Montagne de Lure | 10,47            | 278 (2022)                        | 27                 | modifier les données · modifier les données |
| Ongles                              | 04141      | CC Pays de Forcalquier - Montagne de Lure | 31,46            | 359 (2022)                        | 11                 | modifier les données · modifier les données |
| Pierrerue                           | 04151      | CC Pays de Forcalquier - Montagne de Lure | 10,86            | 530 (2022)                        | 49                 | modifier les données · modifier les données |
| Revest-Saint-Martin                 | 04164      | CC Pays de Forcalquier - Montagne de Lure | 7,56             | 82 (2022)                         | 11                 | modifier les données · modifier les données |
| Saint-Étienne-les-Orgues            | 04178      | CC Pays de Forcalquier - Montagne de Lure | 48,42            | 1 297 (2022)                      | 27                 | modifier les données · modifier les données |
| Sigonce                             | 04206      | CC Pays de Forcalquier - Montagne de Lure | 19,97            | 421 (2022)                        | 21                 | modifier les données · modifier les données |
| Canton de Forcalquier               | 0406       |                                           | 336,36           | 11 435 (2022)                     | 34                 | modifier les données                        |

## Démographie

### Démographie avant 2015
| 1962  | 1968  | 1975  | 1982  | 1990   | 1999   | 2006   | 2011   | 2012   |
| ----- | ----- | ----- | ----- | ------ | ------ | ------ | ------ | ------ |
| 5 626 | 6 590 | 7 179 | 8 806 | 10 744 | 12 007 | 13 532 | 13 957 | 14 209 |

### Démographie depuis 2015
En 2022, le canton comptait 11 435 habitants, en évolution de +2,41 % par rapport à 2016 (Alpes-de-Haute-Provence : +2,84 %, France hors Mayotte : +2,11 %).
| 2013   | 2018   | 2022   |
| ------ | ------ | ------ |
| 10 820 | 11 381 | 11 435 |